# María Fernanda Beigel
María Fernanda Beigel (Buenos Aires, 6 de septiembre de 1970) es una doctora en Ciencias Políticas y Sociales, socióloga, científica y catedrática argentina, especializada en sociología de la ciencia.
Se desempeña como investigadora y directora de proyectos en el Instituto de Ciencias Humanas, Sociales y Ambientales (INCIHUSA) del Consejo Nacional de Investigaciones Científicas y Técnicas (CONICET). Es profesora titular de la cátedra de Sociología Latinoamericana y Argentina en la Facultad de Ciencias Políticas y Sociales de la Universidad Nacional de Cuyo (UNCuyo) donde dirige el doctorado en Ciencias Sociales. Dirige el programa de investigación de  CONICET, UNCuyo de la Universidad Nacional de San Juan.

## Biografía

### Formación académica
Nació en Buenos Aires el 6 de septiembre de 1970. Estudió la carrera de Sociología en la Universidad Nacional de Cuyo (UNCuyo) y obtuvo el título de grado en esa especialidad en 1993. En este mismo año se incorporó al equipo de Historia de las Ideas Latinoamericanas del Instituto de Ciencias Humanas y Ambientales (INCHUSA). Obtuvo seis becas seguidas para completar su formación académica en el campo de la investigación como científica, estas le han permitido formarse en diferentes países de Latinoamérica y Europa.
Posteriormente se especializó en Historia Económica y de las Políticas Económicas en la Facultad de Ciencias Económicas de la Universidad de Buenos Aires (UBA). En 2001 obtuvo el doctorado en Ciencias Políticas y Sociales en la Universidad Nacional de Cuyo (UNCuyo), donde defendió su tesis que obtuvo mención de honor y la recomendación para su publicación. En 2008 ingresó a la Carrera del Investigador Científico y Tecnológico del CONICET en la categoría de Investigadora Adjunta. En 2012 fue promovida a la categoría de Investigadora Independiente y en 2017 alcanzó la categoría de Investigadora Principal.

### Trayectoria profesional
Se desempeña como profesora titular de Sociología Latinoamericana en la Facultad de Ciencias Políticas y Sociales de la UNCuyo desde 2010. Desde 2018 coordina la comisión de Investigación de AmeliCA (Conocimiento Abierto para América Latina y el Sur Global), una iniciativa puesta en marcha por diversas instituciones, que busca una solución de Acceso abierto colaborativa, sostenible, protegida y no comercial para América Latina y el Sur Global.
Como catedrática de Sociología Latinoamericana y Argentina ejerce en la Facultad de Ciencias Políticas y Sociales de la UNCuyo y compagina la labor docente con la investigación y la dirección de diferentes proyectos del Instituto de Ciencias Humanas, Sociales y Ambientales del Consejo Nacional de Investigaciones Científicas y Técnicas de Argentina. En 2020 se incorporó en el Comité Consultivo de Ciencia Abierta de la UNESCO que trabaja para hacer que la ciencia sea igual y ofrezca las mismas oportunidades a todos los científicos. Los trabajos se han organizado en seis grupos de trabajo según las zonas regionales establecidas por la ONU para la educación, la ciencia y la cultura, siendo Beigel la representante de Argentina.

## Vida privada
Casada con Fabio Erreguerena, investigador de la UNCuyo. El matrimonio tiene un hijo. María Fernanda Beigel es hermana de Viviana Beigel, abogada en el fuero local cuya especialización son los casos de lesa humanidad y la defensa de las víctimas de violencia de género.

## Publicaciones
Beigel ha publicado numerosos trabajos sobre la heterogeneidad estructural del campo científico-universitario argentino, los circuitos segmentados de publicación y las culturas evaluativas enfrentadas en los centros académicos periféricos:
- Institutional Expansion and Scientific Development in the Periphery: The Structural Heterogeneity of Argentina’s Academic Field; Minerva; 1-2018; 1-27. En colaboración con Osvaldo Gallardo y Fabiana Bekerman.
- Sobre las astucias de los tabús intelectuales: Bourdieu y la dependencia académica; PRÁCTICAS DE OFICIO, v. 2, n. 20, dic. 2017-jun. 2018.[8]
- Científicos Periféricos, entre Ariel y Calibán. Saberes Institucionales y Circuitos de Consagración en Argentina: Las Publicaciones de los Investigadores del CONICET; Universidade do Estado do Rio de Janeiro. Instituto de Estudos Sociais e Políticos; Dados; 59; 3; 9-2017; 215-255.[9]
- Culturas [evaluativas] alteradas; Federación Nacional de Docentes; Política Universitaria; 2; 8-2015; 12-21.[10]
- Circuitos segmentados de consagración académica: las revistas de ciencias sociales y humanas en Argentina; Universidad de Buenos Aires. Facultad de Filosofía y Letras, Instituto de Investigaciones Bibliotecológicas; Información, cultura y sociedad; 32; 7-2015; 7-32. En colaboración con Javier Maximiliano Salatino.[11]
- Publishing from the periphery: Structural heterogeneity and segmented circuits. The evaluation of scientific publications for tenure in Argentina's CONICET; Sage Publications; Current Sociology; 62; 5; 6-2014; 1-32.[12]
- Centros y periferias en la circulación internacional del conocimiento; Fundación Foro Nueva Sociedad; Nueva Sociedad; 245; 5-2013; 110-123.[13][14]

## Premios y reconocimientos
- 1997: Figura del Año, por parte del Periódico Acción (Buenos Aires, Argentina).[1]
- 1999: fue designada miembro del Consejo de Árbitros Internacionales de la publicación venezolana Utopía y Praxis Latinoamericana.[1]
- 2003: Premio Bernardo Houssay en la categoría Investigador Joven, en la disciplina: Sociología y Demografía.[1]
- 2004: ganó el concurso de ensayos organizado por el Consejo Latinoamericano de Ciencias Sociales (CLACSO).[3][15]
- 2017: Mención de Honor al Valor Científico por parte del Senado de la Nación de Argentina.[5]